# Въведение Богородично (Горно Драглище)
Вижте пояснителната страница за други значения на Въведение Богородично.
„Въведение Богородично“ е българска възрожденска църква в разложкото село Горно Драглище, България, част от Неврокопската епархия на Българската православна църква.

## История
Църквата е изградена в 1835 година. През 1959 година църквата е унищожена от пожар и по-късно е възстановена.